# Nicole Janischewski
Nicole Janischewski (* 28. August 1975) ist eine ehemalige deutsche Fußballtorhüterin.

## Karriere
Janischewski begann in Rösrath beim ortsansässigen TV Hoffnungsthal als Torfrau mit dem Fußballspielen. Über die SSG 09 Bergisch Gladbach, den TuS Köln rrh., die Sportfreunde Siegen und den FSV Frankfurt gelangte sie 2003 zum 1. FFC Frankfurt.
Von 2003 bis 2007 spielte sie für deren zweite Mannschaft, die erste Saison noch in der seinerzeit zweitklassigen Regionalliga Süd, danach in der neugeschaffenen 2. Bundesliga Süd, für die sich ihr Verein qualifiziert hatte.
Aufgrund eines erlittenen Kreuzbandrisses während des Trainings mit der A-Nationalmannschaft stand mit Silke Rottenberg die etatmäßige Torhüterin der Bundesligamannschaft für die Rückrunde der Saison 2006/07 nicht mehr zur Verfügung.
Im Januar 2007 rückte Janischewski in den Kader der Erstligamannschaft auf und war fortan hinter Ursula Holl die zweite Torfrau. Am 10. Juni 2007 (22. Spieltag) debütierte sie beim 7:0-Sieg im Heimspiel gegen den FFC Brauweiler Pulheim, als sie in der 58. Minute für die scheidende Holl zum Einsatz kam und somit spielerisch zur Meisterschaft beitrug.
Danach kehrte sie zur zweiten Mannschaft zurück, für die sie noch bis Saison- und Karriereende 2009/10 in der 2. Bundesliga Süd spielte.

## Erfolge
- Deutscher Meister 2007
- DFB-Pokal-Sieger 2007 (ohne Einsatz)

## Sonstiges
Janischewski ist Vertriebsingenieurin.